# 아레강
아레강(독일어: Aare, 프랑스어: Aar 아르[*])은 유럽 중앙부 스위스를 흐르는 강으로 라인강의 지류이다. 스위스 내에서는 가장 긴 강으로 발원지에서 라인강과의 교차점까지의 총길이는 295 km, 그 동안 1,565 m를 내려가 17,779 km2 면적을 물을 배수한다. 전 구간이 스위스 내부에 있는 강이며, 스위스 중부 전체를 포함하여 국가 면적의 거의 절반을 차지한다.
베른주 남부의 알프스산맥의 빙하에서 발원한다. 서북쪽 방향으로 흐르다 수도 베른 시내를 관통한다. 동북쪽 방향으로 흐르다 독일 국경 부근에서 라인강에 합류한다. 주요 지류로는 로이스강·리마트강·자네강 등이 있다. 곳곳에 아름다운 호수가 있으며, 주변 풍경이 아름답다.
아레강을 따라 40개 이상의 수력발전소가 설치되어 있다.
강의 이름은 적어도 라텐 문화시대로 거슬러 올라가며, 베른 아연 서판에서 쓰인 “아레 계곡”(Aare Valley)이라는 글귀로 증명된다. 이름은 아룰라(Arula) / 아롤라(Arola) / 아라리스(Araris)로 라틴어화를 거쳤다.

## 경로

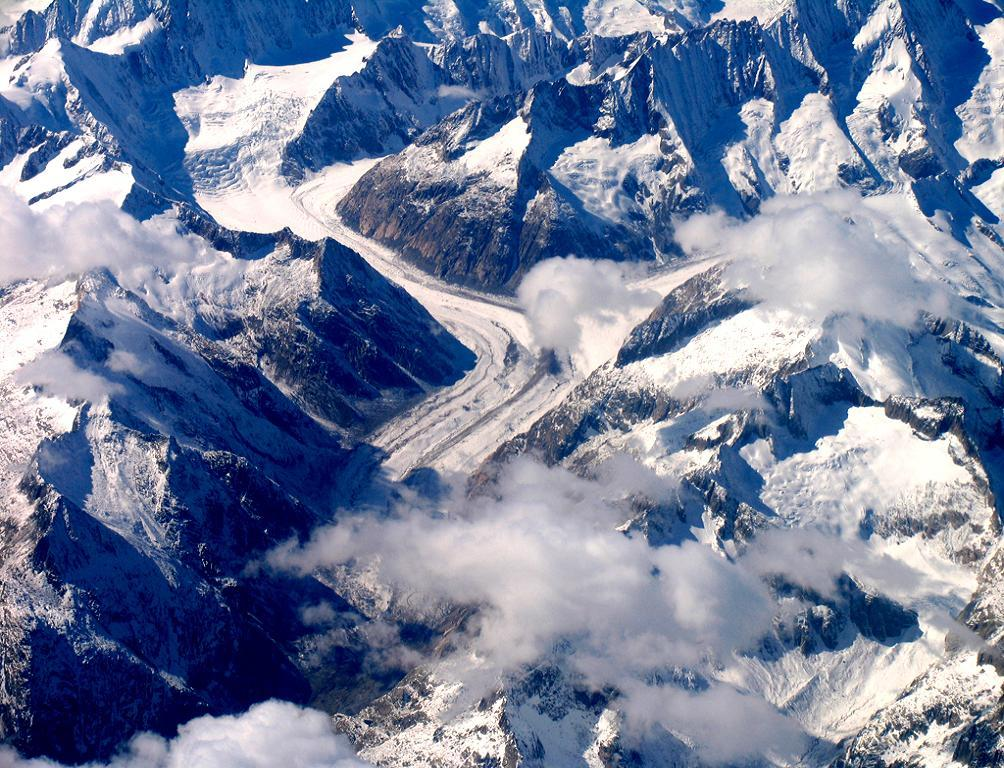
운터아어 빙하

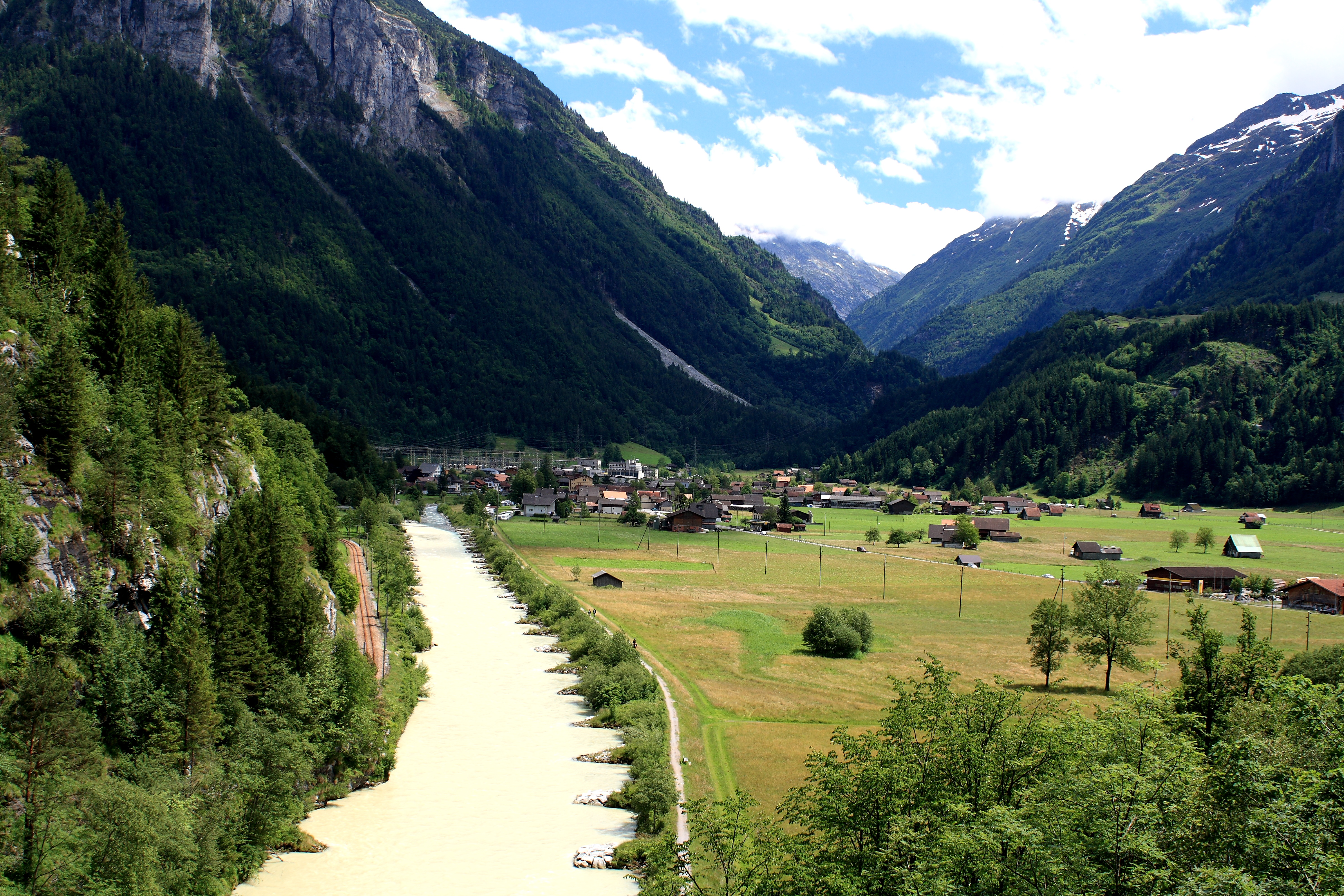
인너트키르헨의 아레강

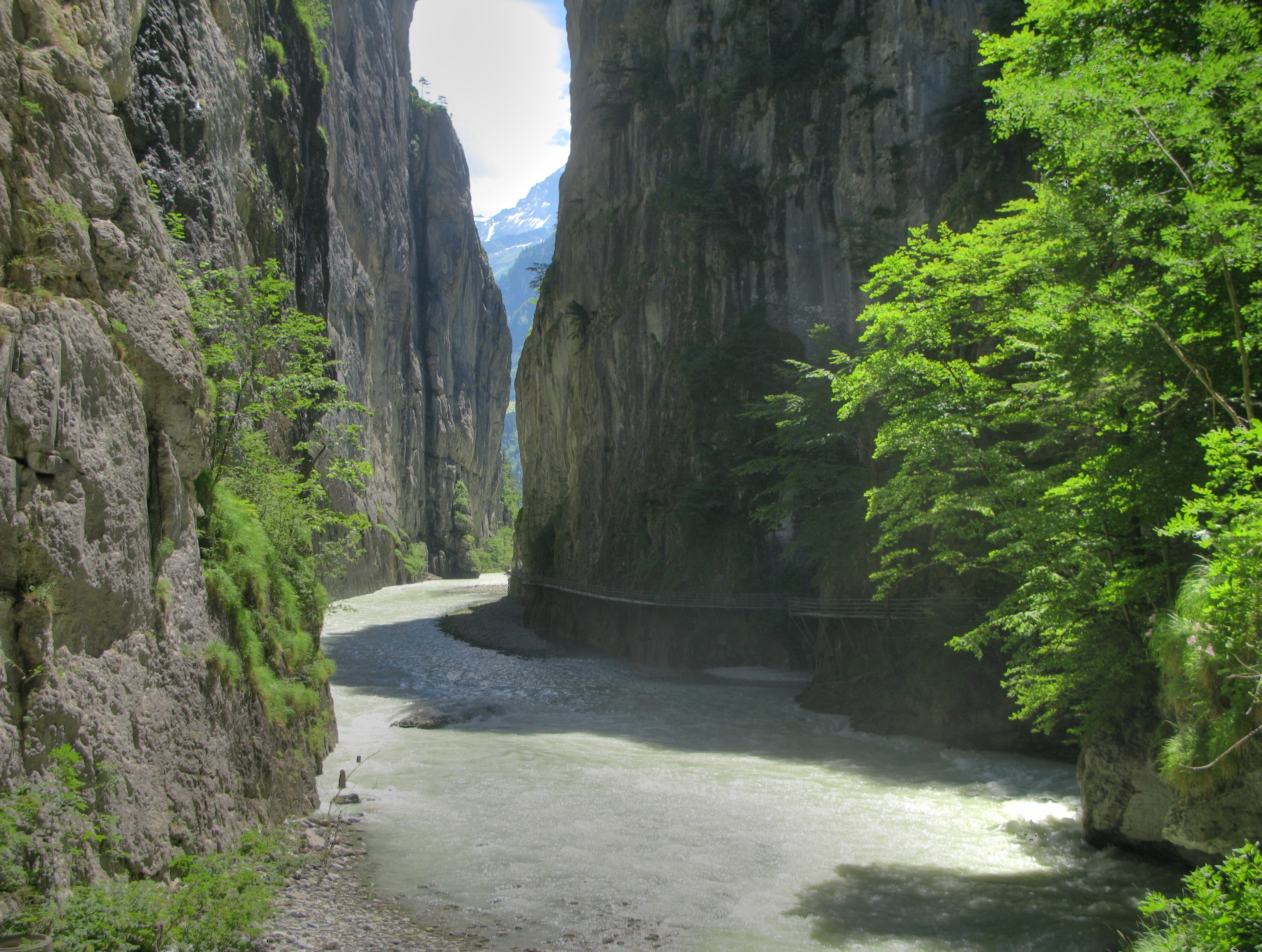
아레 협곡 내부

아레강은 베른 알프스의 아어 빙하(아어글레처), 베른주와 그림젤 고개 서쪽에 솟아 있다. 핀스터아어 빙하(Finsteraargletscher)와 라우터아어 빙하(Lauteraargletscher)가 합쳐져 운터아어 빙하(Unteraargletscher, 하부 아르 빙하)를 형성하며, 이곳은 그림젤 호수의 주요 수원 공급원이 된다.(글레처는 ‘빙하’라는 의미) 오버아어 빙하(상부 아르 빙하)는 오버아어 호수에 수원을 공급하고, 그림젤 호수로 흘러들어간다. 아레는 그림젤 호수를 떠나 그림젤 고개 아래에 있는 그림젤 호스피츠(Grimsel Hospiz)로 향하여 하슬리탈을 통해 북서쪽으로 흐르며, 구탄넨을 지나 46m의 웅장한 한데그 폭포를 형성한다.
인너트키르헨 바로 다음에, 아레강은 최초의 주요 지류인 감더바세르강(Gamderwasser)에 합류한다. 1km도 지나지 않아 강은 아레 협곡의 석회암 능선을 통과한다. 이 지점에서 아레강은 매년 수천 명의 관광객을 계곡을 통해 둑길로 끌어들이기 때문에, 단순한 강 이상이라는 것을 증명하는 곳이다. 브리엔츠 근처의 마이링엔을 지나면 강은 브리엔츠 호수로 확장된다.
호수의 서쪽 끝 근처에는 브리엔츠호를 따라 뤼치네강이 간접적으로 흐른다. 툰 호수로 흘러들어가기 전에 인터라켄과 운터젠 사이의 뵈델리(스위스 독일어로 ‘땅바닥’의 줄임말)의 늪 지대를 가로지른다.
아레강은 툰 호수의 서쪽 끝 부근에서 짐메강과 막 합류한 칸더강의 물을 툰 호수에서 간접적으로 만난다. 툰 호수는 항해의 한계 도달점이 된다. 호수에서 흘러나온 강물은 툰을 지나고, 베른을 지나고, 18개의 다리 밑을 지나 서 베른 구시가지가 위치한 가파른 반도를 따라 흐른다. 강은 곧 북서쪽으로 흐르다가 사네강을 따라 아르베르크(Aarberg)에 가까워질 때까지 북쪽으로 방향을 바꾼다. 19세기 스위스의 주요 공학적 업적 중 하나인 쥐라 수로 보정(Jura Water Correction)에서, 이전에는 잦은 홍수로 베른 북쪽의 시골 지역을 늪지로 만들었던 강이, 아레-하그넥 운하에 의해 비엔 호수로 방향을 튼다. 호수의 위쪽 끝 니다우에서 강은 아레 운하라고도 불리는 니다우-뷔렌 운하를 통해 발원하여 동쪽으로 부렌으로 흘러간다. 이 호수는 알프스산맥에서 유입된 엄청난 양의 침식된 자갈과 녹은 눈을 흡수하며, 이전의 늪지대는 비옥한 평야가 되었다. 현재 이곳은 "스위스의 채소밭"으로 알려져 있다.
여기서부터 아레강은 북동쪽으로 길게 흐르며 대사 마을 졸로투른(그 아래로 그로세 엠메강이 오른쪽으로 흘러들어온다), 아르부르크(비거와 합류하는 곳), 올텐, 아라우를 지나간다. 그 근처에는 수흐레강과 빌데그강이 합류하며, 오른쪽에는 제탈 아바흐강이 흘러내린다. 여기서 조금만 더 가면 브루그 아래에서 주요 지류인 로이스강이 흐르고, 얼마 지나지 않아 두 번째로 강한 지류인 리마트강이 흐른다. 이제 북쪽으로 방향을 틀면, 곧 라인강의 지류가 되는데, 두 강이 독일 발트슈트의 맞은편인 코블렌츠(스위스)에서 하류로 합류할 때 수량이 능가한다.
라인강은 네덜란드를 거쳐 북해로 흘러든다.

## 저수지
- 그림젤 호수,[7] 1,908 m
- 브리엔츠 호수, 564 m
- 툰 호수, 558 m
- 보흘렌 호수, 481 m
- 니더리트제, 461 m
- 빌호, 429 m
- 클링나우어 슈타우제, 318 m